# Слобода (река)
Слобода́ (другое название — Слободянская Река) — река в Украинских Карпатах, в пределах Хустского района Закарпатской области. Правый приток Теребли (бассейн Тисы).

## Описание
Длина реки — 10 км, площадь её водосборного бассейна — 29,3 км². Уклон реки 29 м/км. Река типично горная, с быстрым течением, каменистым дном и многочисленными перекатами. Долина узкая (V-образная). Русло слабоизвилистое.

## Расположение
Слобода берет начало на юго-восток от села Свобода, на западных склонах хребта, по которому проходит граница между Закарпатской и Ивано-Франковской областями. Течет среди гор массива Горганы сначала на северо-запад, далее — преимущественно на юго-запад. К северу от центральной части села Синевирская Поляна сливается с потоком Ростока, давая начало Теребле.
Над рекой расположено село Свобода и северный присёлок села Синевирская Поляна

## Интересные факты
- Река полностью протекает в рамках Национального природного парка «Синевир».
- Слобода считается основным истоком реки Теребли.
- Один из правых притоков Слободы вытекает из озера Синевир.